# Basil Hume
George Basil Hume, OSB (Newcastle-upon-Tyne, 2 maart 1923 – Londen, 17 juni 1999) was een Brits geestelijke en kardinaal van de Katholieke Kerk.
Hume werd geboren als George Haliburton Hume in een gezin met vijf kinderen. Zijn vader was arts, zijn moeder een française. Op zijn zestiende overwoog hij in te treden bij de Dominicanen, maar hij koos uiteindelijk voor de Benedictijnen, waar hij in 1941 zijn noviciaat begon. Hij trad in in de Ampleforth Abbey
in Yorkshire en nam de kloosternaam Basil aan. Hij studeerde aan de Universiteit van Oxford en in Fribourg. Hij werd in 1950 priester gewijd. Hij keerde terug naar zijn abdij en doceerde er moderne talen. In 1963 werd hij de abt van zijn abdij. Hij bleef dat tot hij in 1976 door paus Paulus VI werd benoemd tot aartsbisschop van Westminster. Zijn benoeming was een verrassing, want hij had feitelijk geen diocesane ervaring. Als aartsbisschop van Westminster was hij tevens primaat van Engeland en Wales.
Tijdens het consistorie van 24 mei 1976 werd hij kardinaal gecreëerd. De San Silvestro in Capite werd zijn titelkerk.
Hume zette zich in voor de oecumene. Hij was zeer betrokken bij de Anglicaans-Katholieke dialoog.
Hij overleed aan de gevolgen van darmkanker en werd begraven in de Kathedraal van Westminster.
- Bibsys: 90074335
- Biblioteca Nacional de España: XX1165747
- Bibliothèque nationale de France: cb11908036s (data)
- CiNii: DA01493424
- Gemeinsame Normdatei: 121165094
- International Standard Name Identifier: 0000 0001 0855 5463
- Library of Congress Control Number: n78015089
- Bibliotheek van het Japanse parlement: 00444014
- Nationale Bibliotheek van Tsjechië: uk2012729452
- Nationale bibliotheek van Australië: 35832881
- Nationale Bibliotheek van Israël: 987007391957505171
- Nederlandse Thesaurus van Auteursnamen: 070465258
- Istituto Centrale per il Catalogo Unico: CFIV087947
- Système universitaire de documentation: 026928418
- Virtual International Authority File: 17224203
- WorldCat: E39PBJc7VPQkmQp9yf6RT9PG73